# Gjúki
Gjúki (IV secolo – 407 circa) (Gebicca, Gifica, Gibica, Gebicar, Gibicho o Gippich) fu un re dei Burgundi che visse nel tardo IV secolo e morì attorno al 407. 
Fu il padre di Godemaro, Giselcaro e Gundicaro.

## Nella tradizione mitologica
Gjúki è presentato nei poemi dell'Edda antica e nella Saga dei Völsungar come il padre di Gunnarr, Högni, e Gothormr e Gudrun, che da lui prendono il nome di "Gjúkungar"; a questi si aggiunge, nel Gudhrúnarkvidha (I), una seconda figlia chiamata Gullrond.
Nell'Edda di Snorri i figli di Gjúki sono quattro: due maschi, Gunnarr e Högni, e due femmine, Gudrun e Gudny, mentre Gothormr è considerato un figliastro.
Nel poema tedesco Nibelungenlied i figli di Gjúki sono quattro: Gunther, Gernot, Crimilde e Giselher (nella "Thidrekssaga" è chiamato Gislher).
Gjúki viene citato anche nel Widsith con il nome di Gifica e nel Waltharius come Gibicho (Ghibicone).

## Genealogia
Genealogia dei "Niflúngar" - "Gjúkungar"
| Gjúki / Gifica / Gibicho - 1 sp. Uote / Grimhildr / Oda; 2 sp. ??? |  | |
|                                                                    |  | 1 (NON) Gunnarr // (ANG) Gūðhere // Gunther / Gundahar / Gundahari // (EN) Gunnar // (LA) Gundaharius / Gundicharius // (IT) Gundicaro / Gundecario - 1 sp. Brunilde                         |
|                                                                    |  | |
|                                                                    |  | 1 Giselher / Gislher / Giselcaro |
|                                                                    |  | |
|                                                                    |  | 1 (NON) Högni // Hagen di Tronje |
|                                                                    |  | |
|                                                                    |  | 1 (NON) Guðrún / Gudrun / Grimhildr // (DE) Kriemhild / Krimhild // (IT) Crimilde - 1 sp. Sigurðr / Sigurd // (DE) Siegfried // (IT) Sigfrido, figlio del re di Xanten Sigmund; 2 sp. Attila |
|                                                                    |  | |
|                                                                    |  | 1 Gullrond |
|                                                                    |  | |
|                                                                    |  | 1 Gudny |
|                                                                    |  | |
|                                                                    |  | 2 Gothormr / Gernot / Godemaro |
|                                                                    |  | |